# Jan Nevens
Jan Nevens (nascido em 26 de agosto de 1958) é um ex-ciclista belga. Representou seu país, Bélgica, nos Jogos Olímpicos de Verão de 1980 na prova de estrada individual, embora ele não conseguiu completar a corrida. Venceu uma etapa do Tour de France em 1992.